# Money's Too Tight (To Mention)
Money's Too Tight (To Mention) is oorspronkelijk een nummer van het Amerikaanse duo The Valentine Brothers uit 1982.
De tekst van het nummer gaat over werkloosheid, armoede en de reaganomics begin jaren 80 van de vorige eeuw. De versie van The Valentine Brothers had weinig succes. De Britse band Simply Red, die in 1984 een cover van het nummer opnamen, hadden er in de zomer van 1985 echter wél succes mee.

## Achtergrond
De Simply Red versie werd wereldwijd een hit en de plaat bereikte in thuisland het Verenigd Koninkrijk de 13e positie in de UK Singles Chart, de 8e positie in Nieuw-Zeeland, de 9e in Ierland, de 4e in Italië, de 21e in Australië, de 28e in de VS, de 29e in Frankrijk en de 51e positie in Canada.
In Nederland werd de plaat op maandag 15 juli 1985 door dj Frits Spits en producer-invaller Tom Blomberg in het populaire radioprogramma De Avondspits verkozen tot de 356e NOS Steunplaat van de week op Hilversum 3. De plaat werd een radiohit in de destijds drie landelijke hitlijsten op de nationale publieke popzender en bereikte de 22e positie in zowel de Nationale Hitparade als de TROS Top 50 en de 24e positie in de Nederlandse Top 40. In de Europese hitlijst op Hilversum 3, de TROS Europarade, werd géén notering behaald.
In België bereikte de plaat de 15e positie in de Vlaamse Radio 2 Top 30 en de 17e positie in de voorloper van de Vlaamse Ultratop 50. In Wallonië werd geen notering behaald.
Money's Too Tight (To Mention) was tevens de debuutsingle van Simply Red en betekende de doorbraak voor de Britse band. Het nummer staat op hun debuutalbum Picture Book uit 1984.
Sinds de editie van december 2000 stond de plaat enkele jaren in de jaarlijkse NPO Radio 2 Top 2000 van de Nederlandse publieke radiozender NPO Radio 2, voorlopig voor het laatst in 2013 met als hoogste notering een 1402e positie in 2002.

## NPO Radio 2 Top 2000
| Nummer met noteringen in de NPO Radio 2 Top 2000 | '00  | '01 | '02  | '03  | '04  | '05  | '06-'09 | '10  | '11  | '12  | '13  |
| ------------------------------------------------ | ---- | --- | ---- | ---- | ---- | ---- | ------- | ---- | ---- | ---- | ---- |
| Money's Too Tight                                | 1788 | -   | 1402 | 1418 | 1683 | 1709 | -       | 1921 | 1941 | 1798 | 1924 |

1. ↑  Een '-' betekent dat het nummer niet was genoteerd en een vetgedrukt getal geeft de hoogste notering aan.
2. ↑  2000 was het eerste jaar met een notering voor dit nummer.
3. ↑  Deze tabel is bijgewerkt tot en met de laatste editie (2024).